# Bandiera di Ongniud
La bandiera di Ongniud (翁牛特旗S, Wēngniútè QíP) è una bandiera della Cina, appartenente alla regione autonoma della Mongolia Interna e amministrata dalla prefettura di Chifeng.